# Igor-Alexandre Nataf
Igor-Alexandre Nataf (* 2. Mai 1978 in Paris) ist ein französischer Schachspieler.
Er spielte für Frankreich bei zwei Schacholympiaden: 2000 und 2004. Außerdem nahm er an der europäischen Mannschaftsmeisterschaft (1999) in Batumi teil.
Bei der FIDE-Weltmeisterschaft 2000 schlug er in der ersten Runde Emil Sutovsky, in der zweiten Nigel Short und schied in der dritten Runde gegen Rafael Leitão aus. Bei der FIDE-Weltmeisterschaft 2002 schlug er in der ersten Runde Viktor Bologan und scheiterte in der zweiten Runde an Konstantin Sakajew.
In Deutschland spielte er für den TV Tegernsee (2001/02) und die Schachfreunde Berlin (2004/05 bis 2006/07, 2008/09). In Österreich spielte er für den SK Fürstenfeld (2000/01).
Im Jahre 1997 wurde ihm der Titel Internationaler Meister (IM) verliehen. Der Großmeister-Titel (GM) wurde ihm 1998 verliehen. Nataf spielt auch Fernschach und trägt seit 2010 den Titel Internationaler Meister im Fernschach.
| Hier fehlt eine Grafik, die leoder im Moment aus technischen Gründen nicht angezeigt werden kann. Wir arbeiten daran! |